# Pont du Greffier
 (février 2024).
Pour les articles homonymes, voir Greffier (homonymie).
Le pont du Greffier ou anciennement pont de fer est un pont reliant les deux rives du Mans, de part et d'autre de la Sarthe. Il enjambe la partie est de l'île aux Planches. Il permet de relier les quartiers Saint-Gilles/Saint-Georges et des Halles.

## Présentation et spécificités
Depuis des temps reculés, deux ponts permettent de quitter Le Mans par l'ouest. On rentre le plus souvent par le pont de pierre, actuel pont Perrin, et l’on repart par le pont Yssoir. Au XIXe siècle, la ville est en pleine extension. Cela justifie la création du pont Napoléon, qui devient pont Royal après la chute de l'Empire, puis pont Gambetta sous la république. C’est quarante années plus tard que le quartier Saint-Gilles se développe. Le port, dit port du Greffier (car faisant face à la colline du Greffier) vient d’être installé sur la rive droite. Dans l’ancienne prairie des Planches, un peu plus à l’est sur la rive droite, l’usine à gaz vient d’être implantée. Face à l’activité grandissante de cette partie de la ville, la nécessité de créer un quatrième pont se fait ressentir.

## Historique
En 1840, le Conseil général propose une « traverse du Mans ». La route départementale no 1 ralliant Sablé passerait par la rue du Port et la place des Halles en franchissant la Sarthe au niveau de la butte du Greffier. Le projet est lancé et le coût est divisé en trois fois 40 000 F pour chaque partie : État, département et ville. Il est convenu que la ville cède gratuitement l'intégralité des terrains permettant de joindre le pont à la rue du Port et aux quais de la rive gauche. L'entretien du pont est laissé à la charge du département. Le 1er avril 1847, la ville accepte de se porter garante de la réalisation du projet. On choisit de réaliser un pont suspendu à une seule arche, solution classique pour l'époque. Deux gros câbles d'acier trempés soutiendront le manteau, accrochés à quatre pylônes de maçonnerie. 
L'ouvrage subit les essais de solidité le 22 octobre 1849. C'est un succès. Le concessionnaire ouvre le pont en décembre 1850. Il percevra le péage pendant 20 ans. Mais les utilisateurs du pont sont sceptiques, ils n'ont pas vraiment confiance en ce pont. Le règlement est sévère : on ne peut pas faire passer plus de deux voitures à la fois, pas plus de 190 hommes de troupe non plus. Si le pont est affiché comme une fierté sur le calendrier municipal de 1851, on ne peut pas dire que sa durée de vie sera proportionnelle à l'engouement qu'il a suscité.
En 1871, les Prussiens sont aux portes du Mans entre Sargé et Auvours. On charge un sergent du Génie de détruire le pont du Greffier après le dernier passage du convoi de ravitaillement. Il faudra cependant faire appel à plusieurs serruriers de la ville pour venir à bout du pont, qui s'effondre avec fracas dans le lit de la Sarthe. Après la guerre, on souffre de son absence. On le remplace bien par quelques planches de bois, bien peu stables, mais cela est loin d'être suffisant. Les industriels du faubourg Saint-Gilles lancent une pétition le 27 juin 1871. Deux ingénieurs se mettent alors au travail pour livrer un nouvel édifice dès décembre 1873. Cette fois, le tablier repose sur des arcs en fonte soutenus par des piliers de fonte, plus solides que ce qui était au même endroit auparavant. Le « pont fil de fer » devient pont de Fer. La chaussée est élargie en 1897 par l'ingénieur Harel de la Noë afin de permettre aux nouveaux tramways à vapeur de passer et de se rendre à la gare centrale, située rive gauche.
Pendant la Seconde Guerre mondiale, l'histoire se répète. Cette fois, ce sont les Allemands qui font sauter le pont, par peur de l'arrivée américaine. Tous les ponts du Mans sont détruits dans la nuit du 7 au 8 août 1944, à la seule exception du pont Gambetta. C'est le Génie américain qui remet le premier en service le pont de Fer, d'abord uniquement pour les piétons. Le pont est finalement reconstruit en 1952 par une entreprise caennaise, qui s'occupe également du pont Yssoir. Le pont du Greffier est cependant en béton armé. Ses dimensions sont de 100 mètres de longueur avec une chaussée large de huit mètres. Il comporte pas moins de 800 tonnes de béton et 400 de ferraille. Commencé en mai 1951, il est achevé en juillet 1952.
En 2013, la ville procède à des travaux préalables à l'installation de L'Envol, monument de Paul Landowski dédiée à Wilbur Wright.
Dans le courant des années 2020, une bande cyclable en direction du boulevard Anatole-France y est aménagée.